# Ali Alatas

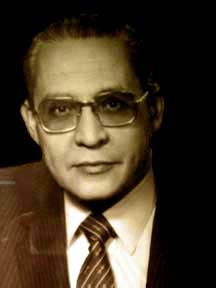
Ali Alatas

Ali Alatas (* 4. November 1932 in Jakarta; † 11. Dezember 2008 in Singapur) war ein Politiker und ehemaliger Außenminister Indonesiens. Bis zu seinem Tod war er Sondergesandter der Vereinten Nationen für Myanmar.

## Leben
Alatas studierte Rechtswissenschaft an der Universität in Jakarta und wechselte 1954 in das Außenministerium, nachdem er zuvor bei der nationalen Nachrichtenagentur tätig gewesen war. Er war zunächst in Bangkok tätig und wurde dann zuständig für die Pressearbeit des Außenministeriums. Dies fiel in die Zeit der Konfrontasi, einem Konflikt Indonesiens mit Malaysia. Nach dem Wechsel der politischen Ordnung diente Alatas in Washington, D.C. und war zwischen 1972 und 1975 Kabinettschef bei Außenminister Adam Malik.
Alatas hatte eine Schlüsselfunktion bei der Beilegung der Krise in Kambodscha inne und diente als Vorsitzender der Internationalen Konferenz zu Kambodscha, die im Oktober 1991 in Paris die Beendigung der Krise beschloss. Alatas half auch 1996 bei der Beilegung des Konflikts zwischen der Regierung der Philippinen und der Moro National Liberation Front, der mehr als zwanzig Jahre lang geschwelt hatte.
Alatas hatte kurzzeitig eine Position bei den UN in Genf inne, bevor er zum Sekretär des Vizepräsidenten Adam Malik ernannt wurde. 1983 wurde Alatas ständiger Vertreter Indonesiens bei den Vereinten Nationen in New York, bis er im März 1988 zum Außenminister ernannt wurde. Er hatte diese Stellung bis zum Oktober 1999 inne und erwarb sich in Indonesien dabei ein hohes Ansehen. Als sich Präsident Habibie für ein Unabhängigkeitsreferendum in Osttimor 1999 entschied, war Alatas derjenige, der im Kabinett sich öffentlich dagegen aussprach.
2003 wurde Alatas zum Sondergesandten der Vereinten Nationen für Birma ernannt. In dieser Eigenschaft führte er am 18. August 2005 Gespräche mit der birmanischen Regierung über die Freilassung von Aung San Suu Kyi.
Alatas erlitt im Mai 1994 einen leichten Herzinfarkt und musste sich einer Bypass-Operation unterziehen. Er erlitt danach einen Schlaganfall und starb am 8. November 2008 an der Seite seiner Familie im Mount Elizabeth Hospital in Singapur an einem erneuten Herzinfarkt.